# Rajnai Gábor

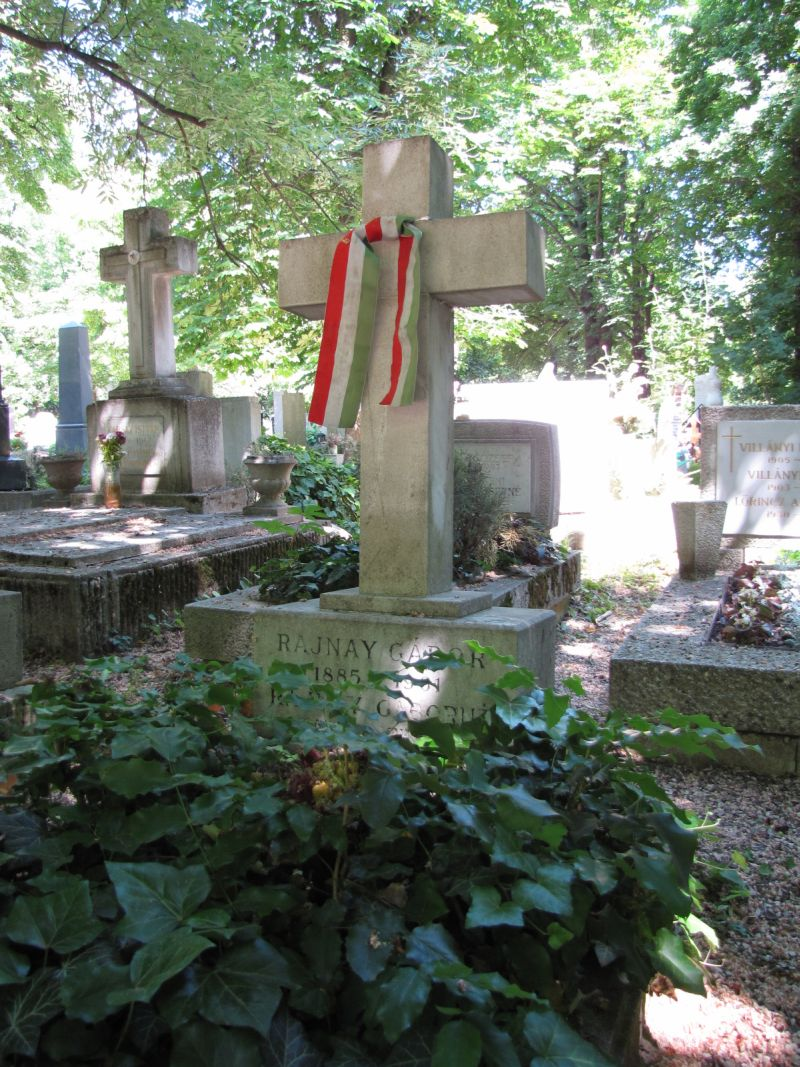
Sírja a budapesti Farkasréti temetőben, 1-1-272.

Rajnai Gábor (született Joanovics Gábor Rezső Árpád György Uros Imre, Arad, 1885. május 11. – Budapest, 1961. július 10.), névváltozata: Rajnay Gábor, magyar színművész, érdemes művész.
Pályája kezdetén Gombaszögi Frida férje volt. Marik Péter színész mostohanagyapja.

## Életpályája
Aradon járt iskolába. A középiskolai tanulmányai befejezése után Budapestre ment a Színművészeti Akadémiára. 1906-ban végzett, Kolozsvárra szerződött Janovics Jenő társulatához. 1908 szeptemberében a Vígszínház tagja lett, de csak két hónapot volt a színháznál, Tóth Imre a Nemzeti Színházhoz hívta, emiatt a Vígszínház felbontotta vele a szerződését.
Első sikerét 1912-ben aratta Knoblauch: Faun című darabjának címszerepében. 1918-ban fellépett a Fasor Kabaréban. 1921–1922 között a Renaissance Színház színésze és rendezője volt, 1922-ben újra a Vígszínház tagja lett. 1935-ben a Nemzeti Színházhoz szerződött, amelynek haláláig tagja maradt.
Első filmszerepét az 1915-ben készült Tiszti kardbojt című némafilmben, utolsó filmszerepét az 1957-ben készült Éjfélkor című filmben játszotta. Az 1945 előtti magyar filmgyártás egyik legtöbbet foglalkoztatott színésze volt. 1946-ban nyugdíjba vonult. 1947-ben Várkonyi Zoltán felkérésére eljátszotta Tarpataky báró szerepét Zerkovitz Béla Csókos asszony című operettjében. Utolsó színpadi szerepében Gárdonyi Géza Ida regénye című darabjában Ó Péter borkereskedő alakját formálta meg. Ezután végleg visszavonult a színpadtól, csupán filmszerepeket vállalt.

## Családja
Édesapja Joanovics Uros, édesanyja Dietzgen Etelka, a születési neve pedig Joanovics Gábor Rezső Árpád György Uros Imre volt. Művésznévként a Rajnai (Rajnay) Gábor nevet használta, de az eredeti nevét csak 1954-ben változtatta meg hivatalosan Rajnaira. Első felesége Gombaszögi Frida színésznő volt, akit 1909. június 19-én Budapesten, a Józsefvárosban vett el, de kapcsolatuk 1918-ban válással végződött. Másodszor Papp Edittel (1884–1965) kötött házasságot 1919. szeptember 6-án. Öt fogadott gyermeke volt, és életében 21 mostohaunokája született, köztük Marik Péter színművész. Unokahúga volt Rajnay Elli (1918–1983) színésznő.

## Színpadi szerepek
- Bús Fekete László: Születésnap....Sanyi
- Burke: Az úgynevezett szerelem....Harry Bertrand, a férj
- Gaál: A peleskei nótárius....Othello
- Gárdonyi Géza: Ida regénye....Ó Péter
- Fodor László: A templom egere....Feri
- Herczeg Ferenc: Kék róka....Sándor
- Herczeg Ferenc: A dolovai nábob lánya....Tarján Gida
- Herczeg Ferenc: Utolsó tánc....Boronkay
- Katona József: Bánk bán....Ottó
- Knoblauch: Faun....Faun
- Márai Sándor: Kaland....Kádár Péter
- Maugham: A kenyérkereső....Alfred Grandger
- Mikszáth Kálmán: A Noszty fiú esete Tóth Marival....Noszty Feri
- Molnár Ferenc: Egy, kettő, három....Antal
- Móricz Zsigmond: Sári bíró....Sári bíró
- Móricz Zsigmond: Úri muri....Lekenczey
- O'Neill: Különös közjáték....Evans
- Shakespeare: Julius Caesar....Metellus Cimber
- Shakespeare: Othello....Othello
- George Bernard Shaw: Pygmalion....Henry Higgins professzor
- Sherriff: Az út vége....Trotter gyalogsági tiszt
- Szenes Béla: A csirkefogó....Málnay Tibor
- Szenes Béla (Nóti Károly fejezi be): A házibarát....Pali
- Szenes Béla: Az alvó férj....Ságody Jenő
- Török Sándor: Komédiás....A komédiás
- Zerkovitz Béla: Csókos asszony....Báró Tarpataky
- Zuckmayer: Kristóf Katica....Kristóf Kálmán, a cirkusz igazgatója

## Filmszerepei

### Némafilmek
| - Tiszti kardbojt (1915) - Tájfun (1917) - Faun (1918) - Az aranyember (1918) - Yamata (1919) | - Ave Caesar! (1919) - A 111-es (1919) - A lélekidomár (1919) - Az egyhúszasos lány - Egy dollár (1923) - Kacagó asszony (1930) |

### Játékfilmek
| - Ida regénye (1934) - Emmy (1934) - Szent Péter esernyője (1935) - Aratás (1936) [osztrák film] - Három sárkány (1936) - Évforduló (1936) - A kölcsönkért kastély (1937) - Pusztai szél (1937) - Az én lányom nem olyan (1937) - A 111-es (1937) - Két fogoly (1937) - Segítség, örököltem! (1937) - A harapós férj (1937) - Hotel kikelet (1937) - Varjú a toronyórán (1938) - Beszállásolás (1938) - Péntek Rézi (1938) - A Noszty fiú esete Tóth Marival (1938) - A nőnek mindig sikerül (1939) - Garzonlakás kiadó (1939) - Szárnyas dandár (1939) - Álomsárkány (1939) - Karosszék (1939) - Beáta és az ördög (1940) - Egy csók és más semmi (1941) - Tóparti látomás (1940) - Gyurkovics fiúk (1940) - Fűszer és csemege (1940) - Erzsébet királyné (1940) - Kadétszerelem (1941) - Bob herceg (1941) - Dr. Kovács István (1941) | - Behajtani tilos! (1941) - Régi nyár (1941) - Az intéző úr (1941) - Havasi napsütés (1941) - Annamária (1942) - Egy bolond százat csinál (1942) - Egér a palotában (1942) - Halálos csók (1942) - Ez történt Budapesten (1943) - Házassággal kezdődik (1943) - Fiú vagy lány? (1944) - Egy pofon, egy csók (1944) - Könnyű múzsa (1947) - nem mutatták be! - Tűz (1948) - Beszterce ostroma (1948, átdolgozva 1955) - Forró mezők (1948) - Janika (1949) - Úri muri (1949) - Déryné (1951) - Különös házasság (1951) - Erkel (1952) - Ifjú szívvel (1953) - Életjel (1954) - Rokonok (1954) - Liliomfi (1954) - Én és a nagyapám (1954) - Gázolás (1955) - Budapesti tavasz (1955) - A csodacsatár (1956) - Mese a 12 találatról (1956) - Bolond április (1957) - Éjfélkor (1957) |

## Díjai, elismerései
- Érdemes művész (1955)